# Red Bull RB3
Red Bull RB3 je vůz formule 1 týmu Red Bull Racing nasazený pro rok 2007. Jezdili v něm Brit David Coulthard a Australan Mark Webber.

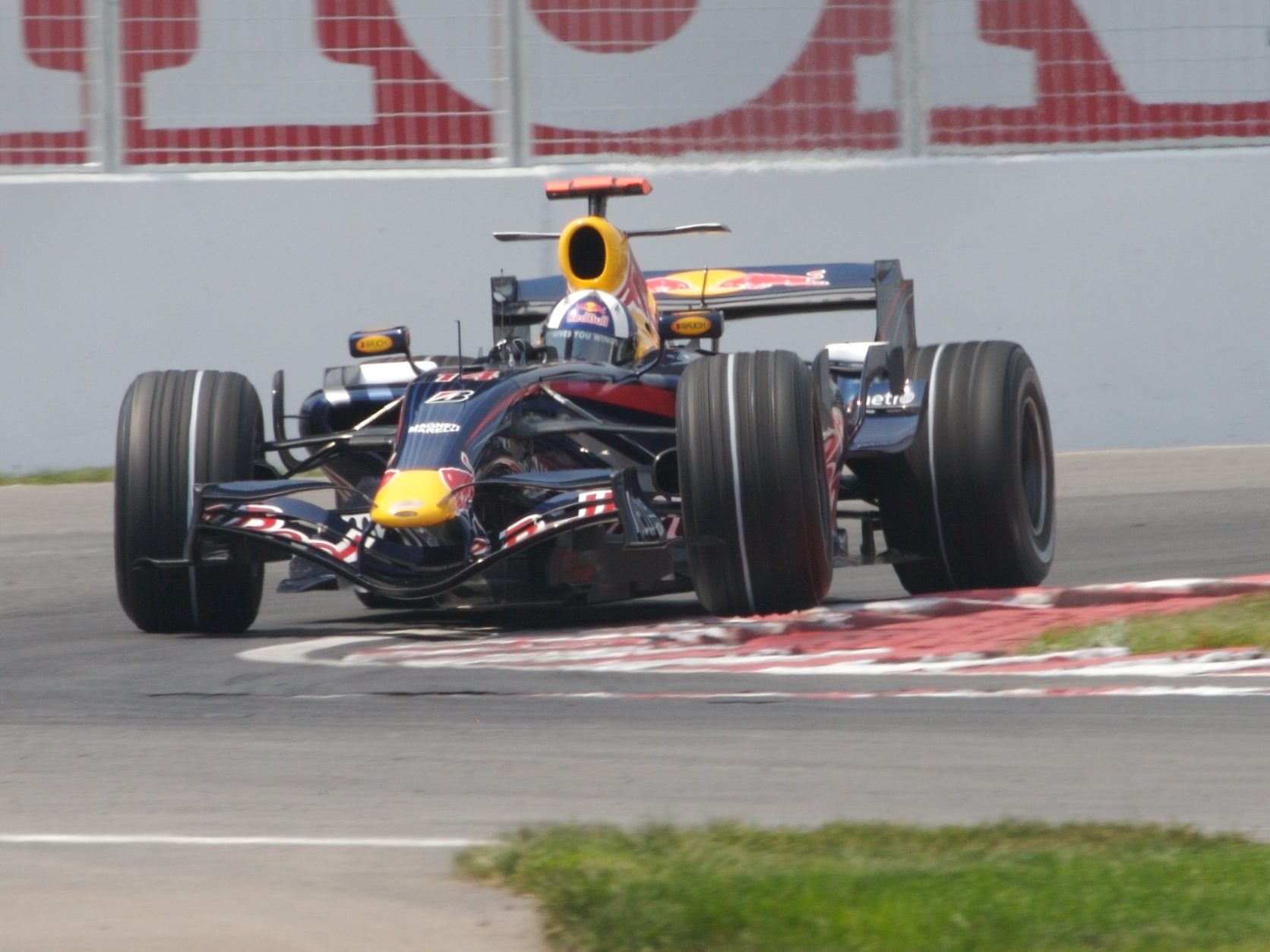
David Coulthard, Kanada 2007

Jedná se o monopost s podvozkem z karbonových vláken a s voštitovou konstrukcí. Pohání ho Renault RS27 V8, atmosférický motor o objemu 2,4 l a s výkonem 750 koní při limitovaných 19 000 otáčkách za minutu, společně se sedmistupňovou převodovkou Red Bull. Používá palivo Elf a pneumatiky Bridgestone.

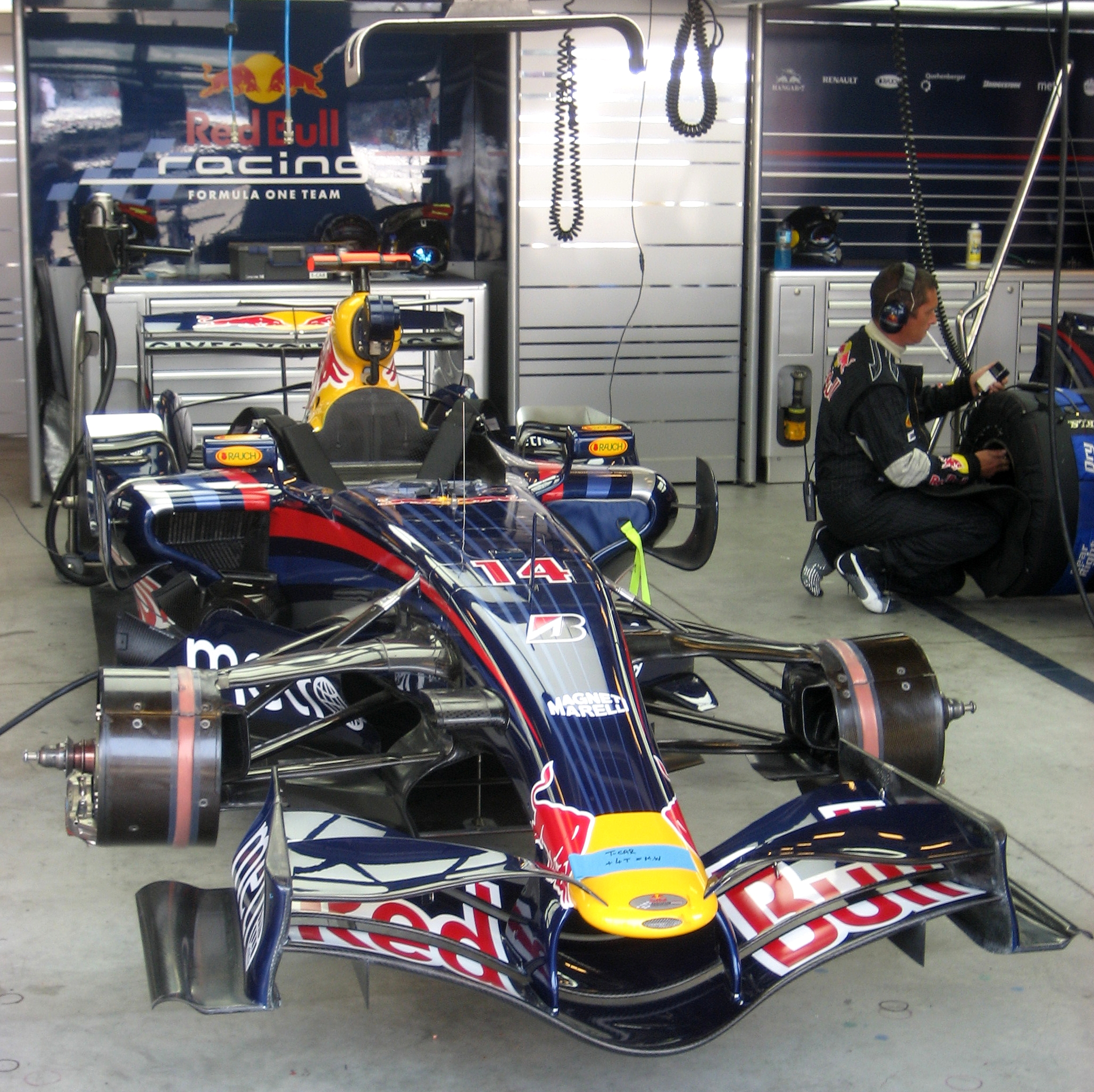
RB3 Davida Coultharda v garáži

Jezdci David Coulthard a Mark Webber skončili v s tímto vozem na 10. a 12. pozici v mistrovství světa, přičemž největším úspěchem bylo 3. místo Marka Webbera ve Velké Ceně Evropy. Dohromady jezdci nasbírali 24 bodů a tím se tým Red Bull umístil na 5. místě Poháru konstruktétů.